# Comité des ministres
Cet article possède un paronyme, voir Conseil des ministres.
Dans les institutions du Conseil de l'Europe, le Comité des ministres est chargé de la représentation nationale des États membres. Il est composé des ministres des Affaires étrangères de chaque nation. La présidence est tournante, elle change tous les 6 mois et suit l'ordre alphabétique anglais.
Ce comité détient une place centrale au sein du Conseil puisqu'il est spécifié à l'article 13 qu'il est l'organe compétent pour agir au nom du Conseil de l'Europe.
C'est un organe très classique de type intergouvernemental qui n'a aucun caractère supranational dans la mesure où ses conventions ne sont obligatoires pour les États que s'ils les acceptent, sauf la Convention européenne des droits de l'homme (dont la ratification est une condition d'entrée au Conseil de l'Europe).
Ce comité a entre autres pour mission d'exécuter les arrêts de la Cour européenne des droits de l'homme.
Les États s'expriment à égalité et expriment les différentes approches. C'est un lieu où vont s'élaborer des projets de traités entre les États pour répondre à des questions de société. Il sert de gardien des valeurs fondamentales. Les États membres ont vocation à suivre l'engagement de chaque État. En 1952, le Comité des ministres a décidé que chaque ministre pourrait désigner un délégué. Les délégués ont les mêmes pouvoirs décisionnaires que les ministres. Les diplomates siègent au Comité. Les ministres des Affaires étrangères se réunissent une fois par an. Les fréquences des réunions permettent un dialogue politique ouvert. Toute question est évocable. On peut consulter le communiqué final.

## Présidence
| - Luxembourg : mai - novembre 2002 - Malte : novembre 2002 - mai 2003 - Moldavie : mai - novembre 2003 - Pays-Bas : novembre 2003 - mai 2004 - Norvège : mai - novembre 2004 - Pologne : novembre 2004 - mai 2005 - Portugal : mai - novembre 2005 - Roumanie : novembre 2005 - mai 2006 - Russie : mai - novembre 2006 - Saint-Marin : novembre 2006 - mai 2007 - Serbie : mai - novembre 2007 - Slovaquie : novembre 2007 - mai 2008 - Suède : mai - novembre 2008 - Espagne : novembre 2008 - mai 2009 - Slovénie : mai - novembre 2009 - Suisse : novembre 2009 - mai 2010 - Macédoine : mai - novembre 2010 - Turquie : novembre 2010 - mai 2011 | - Ukraine : mai- novembre 2011 - Royaume-Uni : novembre 2011 - mai 2012 - Albanie : mai - novembre 2012 - Andorre : novembre 2012 - mai 2013 - Arménie : mai - novembre 2013 - Autriche : novembre 2013 - mai 2014 - Azerbaïdjan : mai - novembre 2014 - Belgique : novembre 2014 - mai 2015 - Bosnie-Herzégovine : mai - novembre 2015 - Bulgarie : novembre 2015 - mai 2016 - Estonie : mai - novembre 2016 - Chypre : novembre 2016 - mai 2017 - République tchèque : mai - novembre 2017 - Danemark : novembre 2017 - mai 2018 - Croatie : mai - novembre 2018 - Finlande : novembre 2018 - mai 2019 - France : mai - novembre 2019 | - Géorgie : novembre 2019 - mai 2020 - Grèce : mai - novembre 2020 - Allemagne : novembre 2020- mai 2021 - Hongrie : mai - novembre 2021 - Italie : novembre 2021 - mai 2022 - Irlande : mai - novembre 2022 - Islande : novembre 2022 - mai 2023 - Lettonie : mai - novembre 2023 - Liechtenstein : novembre 2023 - mai 2024 - Lituanie : mai - novembre 2024 - Luxembourg : novembre - mai 2025 - Malte : mai 2025 - novembre 2025 - Moldavie : novembre 2025 - mai 2026 - Monaco : mai - novembre 2026 - Monténégro : novembre 2026 - mai 2027 - Pays-Bas : mai - novembre 2027 - Macédoine du Nord : novembre 2027 - mai 2028 - Norvège : mai - novembre 2028 |

## Compléments